# 初恋 (岛本理生)
《初恋》（日語：ファーストラヴ）是日本女作家岛本理生的长篇推理小说。该小说最初于《别册文艺春秋》2016年7月号至2018年1月号连载，文艺春秋出版社于2018年5月31日出版该小说的单行本。小说讲述了一名女大学生在刺伤其父亲并被捕后，通过一名临床心理医师对此案周边人物的采访，描绘了现代家庭的阴暗面。《初恋》获得了第159届直木三十五奖。
这部小说已经改编成电视剧，由真木阳子主演并于2020年2月在NHK BS Premium首播。而这部小说改编的电影由堤幸彦执导、北川景子主演并计划将于2021年公映。

## 内容简介
故事从临床心理医师真壁由纪收到一份书面请求开始。这份请求是关于一个容貌秀丽并想要成为播音员的女大学生刺死自己身为画家的父亲圣山那雄人的案件，真壁由纪想就嫌疑人圣山环菜进行调查并据此写成一份报告书。周围的人在推测圣山环菜的杀人动机时认为是“因为她的职业梦想遭到父亲反对”；但环菜在被捕后的一次审讯中回答，“我不知道我的杀人动机是什么，请你们自己去找吧！”这个回答在各档电视节目里被广泛报道。
真壁由纪的表小叔庵野迦叶是一名辩护律师，同时也是这起案件里圣山环菜的公设辩护人。在得知环菜的母亲成为公诉方的证人后，他找到大学同级生的真壁由纪寻求合作。由纪和迦叶交换了各自通过面谈和书信往来而从环菜那里获得的讯息，但是他们发现这些内容前后矛盾，由纪因此认为“环菜没有说实话”。因为这个理由，他们又访问了环菜及那雄人身边的熟人，想了解环菜的过去和导致她产生心理疾病原因的关系。而在这个调查过程中，由纪也不得不面对自己的成长过去以及同迦叶的关系。
随着案件审理日期的到来，圣山环菜开始拒绝否认自己的谋杀动机。而由纪则一边回想着自己在诊所接受治疗的时候，一边迎来了第一次公诉审判的日子。

## 登场人物
| 人物姓名        | 人物简介 |
| --------------- | --- |
| 真壁由纪 （真壁由紀）   | 临床心理医师，与丈夫及儿子住在一起。她的主要业务就是在自己的诊所提供心理咨询服务，但最近则出现在一些讨论教育问题的电视节目里。应辻宪太的邀请，她对圣山环菜进行了采访并打算就此撰写一份报告。 |
| 真壁我闻 （真壁我聞）   | 真壁由纪的丈夫。他最初的理想是成为一名摄影记者，但在与由纪结婚后放弃了这个理想。现在他一边在婚礼场地担任摄影师，一边在家担任家庭主夫。                                                       |
| 庵野迦叶 （庵野迦葉）   | 辩护律师，也是真壁由纪上大学的动机。自小被父母遗弃，因此由他的姨母（真壁我闻的母亲）抚养长大。因为这样的关系，迦叶与我闻亲如兄弟。他后来被任命为圣山环菜的公设辩护人。                       |
| 圣山环菜 （聖山環菜）   | 女大学生。因身体不适未能参加东京都内某电视台的播音员面试而遭拒绝，随后她刺杀了自己的父亲。因为这起案件被称为“美女杀手”并引发全国媒体的广泛报道。                                             |
| 圣山那雄人 （聖山那雄人） | 画家。圣山环菜的父亲却彼此没有血缘关系。他供职于二子玉川的一所美术学校，后死于环菜带来的一把刀下。                                                                                           |
| 圣山昭菜 （聖山昭菜）   | 圣山环菜的母亲。她与圣山那雄人是某美术大学的同学，在校期间也是数一数二的美女。在圣山环菜案中，她作为公诉方的证人出庭。                                                                       |
| 臼井香子 （臼井香子）   | 圣山环菜的青梅竹马。在杀人案后，她是少数支持圣山环菜的人。 |
| 辻宪太 （辻憲太）     | 出版社职员。他建议真壁由纪将圣山环菜案的采访调查给集结成书。他有时也会陪着由纪去采访环菜。                                                                                                   |
| 贺川洋一 （賀川洋一）   | 圣山环菜自大一就开始交往了约2年的男人。他接受了写真周刊有关圣山环菜案的采访。 |
| 小泉裕二 （小泉裕二）   | 原来是便利商店店员，现在是电子游乐场的业主。十年前，他庇护了被逐出家门的圣山环菜。环菜称呼他为“初恋的那个人”。                                                                               |

## 荣誉奖励
- 第159届直木三十五奖[2]

## 出版情报
| 出版名     | 出版地区 | 出版社   | 出版日期      | 国际标准书号       |
| ---------- | -------- | -------- | ------------- | ------------------ |
| （单行本） | 日本     | 文艺春秋 | 2018年5月31日 | ISBN 9784163908410 |
| 初戀       | 臺灣     | 采实文化 | 2019年6月27日 | ISBN 9789865070151 |
| （文库版） | 日本     | 文艺春秋 | 2020年2月5日  | ISBN 9784167914356 |

## 影视改编

### 电视剧
被改编为“特别剧集”形式的电视剧，并于2020年2月22日21:00到22:59在NHK BS Premium的“超优质剧场”播出。本剧主演为真木阳子。

#### 演员名单
- 真壁由纪：真木阳子 / 里里佳（日语：里々佳）大学时代
- 圣山环菜：上白石萌歌 / 乃上桃音（日语：篠川桃音）儿童时代
- 庵野迦叶：平冈祐太 / 井上想良（日语：井上想良）大学时代
- 芝悟：津嘉山正种（日语：津嘉山正種）
- 真壁我闻：吉泽悠（日语：吉沢悠）
- 圣山昭菜：黑木瞳
- 小泉裕二：忍成修吾
- 辻宪太：谷田部俊（日语：谷田部俊）
- 南羽澄人：骏河太郎（日语：駿河太郎）
- 贺川洋一：户塚纯贵
- 圣山那雄人：饭田基祐（日语：飯田基祐）
- 其他演员：神尾佑（日语：神尾佑）、渡边宪吉（日语：渡辺憲吉）、木下政治（日语：木下政治）、荒井玲良（日语：荒井レイラ）、太田美惠（日语：太田美恵）、荒川浩平（日语：荒川浩平）

#### 制作团队
- 原作：岛本理生
- 编剧：吉泽智子（日语：吉澤智子）
- 导演：宫武由衣（TBS亮点（日语：TBSスパークル））
- 配乐：远藤浩二（日语：遠藤浩二）
- 摄影：高间贤治（日语：高間賢治）
- 视觉特效：田中贵志（马林后期制作（日语：マリンポスト））
- 临床心理顾问：星野概念
- 法律顾问：小野章子
- 刑事官顾问：木下登志美
- 警察顾问：尾崎祐司
- 医务顾问：山本昌督、青山慎太郎
- 动作指导：仓田昭二
- 画作提供：福井欧夏
- 制作人：盐村香里（TBS亮点）
- 总监制： 加藤章一（TBS亮点）、管原浩（日本广播协会）、中村高志（日语：ヒューマン中村）（NEP）
- 制作公司：NHK事业
- 著作公司：日本广播协会、TBS亮点（日语：TBSスパークル）

### 电影
《初恋》电影版由堤幸彦执导，并由北川景子主演。该电影于2021年2月11日在日本公映。

#### 演员名单
- 真壁由纪：北川景子 饰
- 庵野迦叶：中村伦也 饰[7]
- 圣山环菜：芳根京子 饰[7]
- 真壁我闻：洼塚洋介 饰[7]

#### 制作团队
- 原作：岛本理生『初戀』（文春文庫刊）
- 导演：堤幸彦
- 编剧：浅野妙子
- 配樂：Antongiulio Frulio
- 主題曲：Uru（Sony Music Labels）
- 插曲：Uru「無機質」（Sony Music Labels）
- 製作人：二宮直彥、高木智香、小林誠一郎
- 发行：KADOKAWA（日本地区）
- 制作：角川大映工作室（日语：角川大映スタジオ）、渐强事务所（日语：オフィスクレッシェンド）
- 著作：《初恋》制作委员会

### 电视剧
- 《初恋》电视剧官方网站（页面存档备份，存于）（日語）
- 《初恋》电视剧官方资料站 （页面存档备份，存于）（日語）
- 豆瓣电影上《初恋（电视剧版）》的資料 （简体中文）

### 电影
- 《初恋》电影官方网站（页面存档备份，存于）（日語）
- 豆瓣电影上《初恋（电影版）》的資料 （简体中文）